# Deuterium
Deuterium, genoteerd met 2H, een enkele keer ook waterstof-2 genoemd, is een stabiele isotoop van waterstof met in de atoomkern een proton en een neutron. In plaats van de gebruikelijke notatie 2H voor isotopen wordt meestal gebruikgemaakt van het symbool D. De naam komt van het Griekse δεύτερος, deúteros, dat de tweede betekent en daarmee naar het neutron verwijst, het tweede deeltje behalve het proton in de kern van het waterstofatoom.
Deuterium is in tegenstelling tot tritium, een andere isotoop van waterstof, stabiel. De abundantie op Aarde is laag: ongeveer 0,015% van alle waterstofatomen is deuterium. De meest voorkomende isotoop van waterstof is protium 1H. Deuterium is in 1932 door Harold Urey ontdekt. Er werd hem hiervoor in 1934 de Nobelprijs voor Scheikunde toegekend.

## Eigenschappen en toepassingen
De chemische eigenschappen van deuterium zijn nagenoeg gelijk aan die van waterstof. Soms wordt in reactiesnelheden een kinetisch-isotoopeffect gemeten: als in de snelheidsbepalende stap een waterstofatoom wordt overgedragen, verloopt de reactie trager indien H is vervangen door D.  
Door de ten opzichte van waterstof haast tweemaal zo grote atoommassa zijn de fysische eigenschappen van veel deuteriumverbindingen meetbaar verschillend. Zwaar water D2O heeft bijvoorbeeld een vriespunt van ongeveer 4° C en een blokje van zwaarwaterijs zinkt in water naar de bodem. Het kookpunt van zwaar water is hoger dan van gewoon water.
Van dit verschil in eigenschappen wordt gebruikgemaakt bij de winning van deuterium, bijvoorbeeld bij herhaalde destillatie van water zal het achterblijvende water steeds meer zwaar water bevatten.
Omdat een deuteriumkern, anders dan een protiumkern, een heeltallige spin heeft, hebben deuteriumverbindingen goede eigenschappen om als oplosmiddel te worden gebruikt voor analyse door middel van kernspinresonantie. Dat zijn gedeutereerde oplosmiddelen. Ze interfereren dan niet met de signalen van de te onderzoeken stof. Een veelgebruikt oplosmiddel daartoe is de gedeutereerde vorm van chloroform.

## Websites
- WolframAlpha. Entity["Isotope", "Hydrogen2"].
- Isotopes of Hydrogen. met hun verval

1H · 2H · 3H · 4H · 5H · 6H · 7H